# Лептин
Лептинът (на старогръцки: λεπτός – „слаб“) е пептиден хормон, който играе ключова роля в регулирането на приема и разхода на енергия в организма на човек, включително на апетита и метаболизма. Неслучайно този хормон носи именно това име, тъй като той не само понижава апетита, но и повишава температурата на тялото, така че да се изразходва по-голямо количество енергия. Заедно с това той усилва ефектите на друг хормон, потискащ апетита – α-MSH.
Лептинът се произвежда от мастните клетки. Веднъж попаднал в кръвта той се транспортира до част от мозъка, наречена хипоталамус, където стимулира центъра за ситост и удоволствие. С трупането на излишни килограми човешкият мозък става много по-малко чувствителен към лептин и това затруднява неговата функция.
Какво е лептин? Функциите на адипокина и какво означават високите му нива?
В края на миналия век американецът Харви – учен биолог, провеждал опити с животни, опитвайки се да свърже организмите им така, че да получават жизнено необходими функции от общи системи – обща лимфатична, кръвоносна, ендокринна системи. Той правил това, за да изучи взаимодействието на хормоните и тъканите на различните животни. Тези експерименти обясняват много неща и помагат на хирурзите при трансплантацията на органи. Особено внимание ученият обръщал на работата на хипоталамуса. В хода на опитите той открил хормона лептин.
Производство и функции на хормона лептин
Какво е лептинът? Това е хормон, който се изработва извън ендокринната система. Наричат го хормона на ситостта или хормона на глада. И едното, и другото е вярно, тъй като лептинът е информационен хормон. Основната му функция е да информира хипоталамуса.
Хормонът е с белтъчен строеж. В състава му влизат 167 аминокиселини. Веществото принадлежи към групата на адипокините. То се генерира от мастните клетки. Откритието му потресло медицината. По-рано мастните отлагания се смятали за излишен запас на енергия, която организмът може да използва, когато човек гладува. След 1994 година, когато е открит лептинът, представата за мастните тъкани се променила изцяло. Оказало се, че те са не само източник на енергия, но и тъкан, която играе важна роля в ендокринния баланс.
Лептинът е предназначен да съобщава на хипоталамуса дали човек е гладен или сит. Ако организмът не е заситен с храна, хипоталамусът, известен за това от адипокина, ни изпраща усещането за глад. Ако сме приели достатъчно храна, хормонът известява мозъка, че човек е сит и хипоталамусът генерира усещането за ситост.
От казаното до сега е ясно, че проблемът със затлъстяването, който расте в много страни вече, е свързан с нивата на лептина в мастната тъкан. Ако количеството на хормона е нарушено, човек може да страда от анорексия или затлъстяване, тъй като хипоталамусът е зле информиран за това, дали ни е време да сядаме на масата или е най-добре да идем да се поразходим.
Влиянието на лептин върху другите функции на мозъка
Лептин е енергиен хормон. Той участва в захвата на глюкозата от кръвта и в доставянето и в клетките на органите и тъканите. В черния дроб произвеждането на глюкозата се стимулира и от лептина. За какво друго отговаря този хормон?
Предоставя информация на хипоталамуса за обема на мастна тъкан, който има човека;
Не позволява използването на вътреклетъчните мазнини за енергиен обмен;
Влияе върху процеса на половото съзряване;
Помага на организма в периода на гладуване да се адаптира към ситуацията;
Оказва въздействие върху репродуктивността на човека;
Влияе върху вегетативната нервна система (на симпатичния и отдел);
Действа върху способността на организма да реагира на инсулина;
Стимулира работата на главния мозък;
Повишава имунитета.
В съвременния свят има много повече хора, които страдат от затлъстяване, отколкото болни от анорексия. Незнайно защо, лептинът, който отговаря за засищането, съобщава за глад по-настойчиво, отколкото за ситост. Колкото повече мазнини има, толкова повече е лептинът, който изпраща сигнал за ситост. Значи никой не е заплашен от затлъстяване. Мозъкът ще забележи навреме, че няма нужда от прием на храна. Но това правило се отнася само за здравите хора, при които хомеостазата е нормална (способността на организма постоянно да поддържа оптимално състояние). Ако хомеостазата е нарушена, пълният човек ще изпитва глад, независимо че организмът няма нужда от допълнителна енергия. Пониженото ниво на лептин се наблюдава при момичетата, болни от анорексия. Това заболяване изисква психиатрично лечение.
Какво значи повишеното ниво на лептин в организма?
Лептинът е повишен при затлъстяване. Но в този случай, макар и хормонът на ситостта лептин да е съществено повишен, той не оказва влияние върху хипоталамуса, тъй като се наблюдава лептинова резистентност. Това значи, че хипоталамусът "не вижда“ по-голямата част от хормона, дори и нивата му да са повишени, и не реагира на него. Мозъкът смята, че нивото на лептин е ниско, което значи, че на човека му трябва храна.
И това не е всичко. Тъй като мозъкът възприема тялото като гладуващ обект, той дава команда на всички системи и организмът не губи енергия, а я отлага като запас в мастната тъкан. От тук следва, че пълнотата, излишната ленивост и повишеният апетит са болестно състояние, което трябва да се лекува. Но тук причината се бърка със следствието. Човекът е с наднормено тегло, защото яде много и се движи малко, а не обратното.
Защо все пак се развива болестта на невъзприемчивост на хипоталамуса към лептина?
Увеличен обем в кръвта на свободни мастни киселини;
Възпалителни заболявания;
Прекомерна генерация на лептин от мастните тъкани;
Повишена употреба на захар, включително и на фруктоза.
Какво да правим, за да променим тази ситуация? Лошо влияние върху човека оказва съвременният начин на живот. От детска възраст хората свикват през свободното си време да седят на едно място с таблетите и смартфоните в ръцете си. Подвижността при децата намалява. Естественото поведение на човека е движението. Докато детето все още не е пораснало, е много по-лесно да се промени начинът, по който живее, отколкото по-късно да се лекува затлъстяването.
Вторият отрицателен фактор е неправилното хранене. Менюто трябва да се съставя според калоричността на продуктите, получавани от храната през деня. Продуктите, които съдържат консерванти, вкусови и оцветяващи добавки, изкуствено повишаващи мазнината на компонентите, хранителните лектини, пестицидите, месото, в което има антибиотици, нарушават химичния и енергийния баланс в организма. Мозъкът спира да реагира на сигналите на лептина и иска храна, независимо че човекът още не е гладен.
Трябва да помним, че плодовете съдържат фруктоза, която също подпомага затлъстяването. Трябва да ги ядем, но без да прекаляване със сладките сортове. Гроздето, бананите и другите сладки плодове, които понижават чувствителността към хормона, се препоръчва да се ядат в ограничено количество. Макар че основният приток на вредната фруктоза получаваме от овкусителите в продуктите. В кои продукти се съдържа фруктоза е описано на самите опаковки на продуктите.
Така че, за да възстановим резистентността на организма към лептина, първо трябва да променим поведението си, като се стараем да се движим повече и да прекарваме по-малко време в социалните мрежи. Второ – да променим режима си на хранене. Съставяйки го, трябва да отбелязваме количеството калории в продуктите и дневната доза калории, която ни е необходима.
Вроденото затлъстяване с патологична нечувствителност към този адипокин или с недостатъчност на секретирането му в мастните клетки се случва рядко. По правило, причините за затлъстяване са тези, описани по-горе.
Особености на производството на лептина при жените и мъжете
Както сочат изследвания, при жените лептинът е повече, отколкото при мъжете – 10-15% повече. Ако дамите са решили да отслабват, ще могат по-бързо да понижат лептина си от мъжете. Но когато теглото на жената започва да се връща към старите цифри, тоест се повишава, обемът на лептин се увеличава по-бавно, отколкото при пълнеещите мъже. А именно, организмът е настроен за това, че жената да има повече мастен запас, отколкото мъжа.
Изследванията са доказали, че секрецията на лептин зависи от изработването на инсулин. Щом се създадат условия за повишаване генерирането на инсулин, произвеждането на лептина също се повишава. При това адипокинът може да запази високите си нива в кръвта за денонощие и половина.
Защо диетите не помагат?
Точно когато човек започва да спазва диета, да не употребява висококалорични продукти, това понижава нивото на лептина и сигнализира на мозъка за недостиг на храна. В отговор ние получаване зверско чувство на глад. Много често след 2-3 дни човек започва да яде много и да набира килограми повече, отколкото преди диетата.
Също и при физически натоварвания, при заниманията във фитнес-центровете човек губи много енергия. Хормонът лептин и тук започва да сигнализира за необходимост да се подкрепим и да попълним енергийния си запас.
Затова тези начини за понижаване на теглото са само за много силни духовно и физически хора, които могат след часове, проведени в тренировъчната зала, да изядат едно кисело мляко и да се ограничат до там. Повечето хора имат нужда не от диета, а от условия, в които да се увеличи чувствителността на хипоталамуса към лептина.
При решаването на проблема как да се повиши чувствителността към хормона, учените са стигнали до извода, че чувствителността към него зависи от триглицеридите. Така че трябва да се борим за понижаване съдържанието на триглицеридите. Лесно е да се повишат при прием на храна с фруктоза. Днес много продукти се правят с добавянето на вредна фруктоза като овкусител. Нивата на триглицеридите се повишават и с алкохола. Той също работи за създаването на нечувствителност на мозъка към адипокина.
Трябва да отчитаме и това, че върху чувството за глад влияе не само лептинът. Хормонът грелин, произвеждан от стомаха след изхождане, също изпраща на хипоталамуса сигнали за глад. Затова използването на хормонални препарати трябва да се случва само по препоръка на лекар, за да не се наруши балансът на ендокринната система. След хранене нивата на грелина падат и чувството на глад изчезва. След употребата на продукти с фруктоза, чувството за глад остава! - научете повече на сайта ни https://biomall.bg/blog/hormoni-leptin